# Global Medium Engine
Il Global Medium Engine (abbreviato con la sigla GME) è un motore a benzina con quattro cilindri in linea creata dalla divisione powertrain Alfa Romeo del gruppo FCA e in produzione dal 2016.

## Descrizione

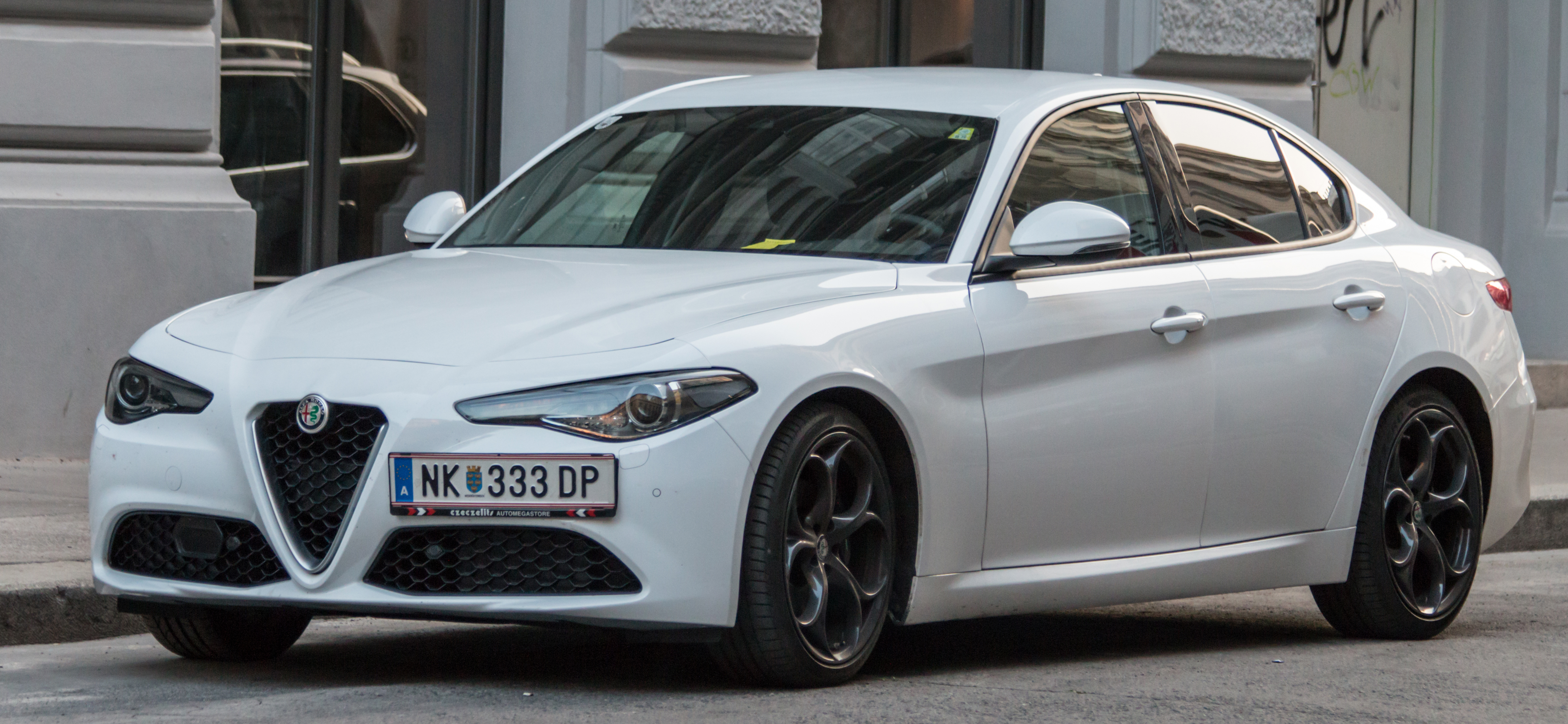
Una Alfa Romeo Giulia, prima vettura ad adottare questo motore

La famiglia dei motori GME è composta da due serie di motori: una creata e sviluppata da Alfa Romeo (codice di progetto Giorgio) prodotto da Alfa Romeo nello Stabilimento di Termoli (per equipaggiare Giulia e Stelvio) e la seconda (codice di progetto Hurricane) per i veicoli statunitensi realizzati dalla divisione FCA US (per equipaggiare i veicoli Chrysler, Jeep e Dodge). La versione Hurricane è prodotta nello stabilimento di Trenton e dal 13 giugno 2018 anche a Changsha in Cina dalla GAC-FCA Powertrain.
Il primo propulsore di questa famiglia è un 2.0 litri a 4 cilindri in linea ad iniezione diretta con sovralimentazione mediante turbocompressore twin scroll, monoblocco e testata in alluminio e dotato del sistema MultiAir 2 costituito da 
un sistema di gestione delle valvole di aspirazione attraverso un comando elettroidraulico.
Il primo veicolo ad utilizzare il motore GME T4 è stata l'Alfa Romeo Giulia Q4, con una potenza da 276 CV per il mercato statunitense e 280 CV per quello europeo. In seguito sono arrivati altri due tagli di potenza, rispettivamente di 200 e 250 CV.
Nel 2018 fu leggermente modificato il blocco motore dalla FCA US per i modelli dei marchi statunitensi.
Il primo motore invece con codice di progetto Hurricane è stato installato sulla Jeep Wrangler (JL) nel 2018, seguito dal restyling del 2019 della Jeep Cherokee KL e dalla Jeep Grand Commander cinese. Il motore della Jeep Wrangler è abbinato a un sistema ibrido leggero chiamato eTorque, in cui il tradizionale alternatore è sostituito da un gruppo motogeneratore con trasmissione a cinghia che è collegato a pacco batterie da 48 Volt, svolgendo le funzioni di start-stop, aggiungendo un boost di coppia per un breve periodo e ricaricando durante le frenate la batteria.

Nel 2020 esordisce sulla Maserati Ghibli una ulteriore evoluzione del 2,0 litri, con una potenza incrementata a 330 CV, dotato di una turbina di maggiori dimensioni e monoblocco e testate rinforzate per sopperire alla maggiore potenza. Altre modifiche riguardano l'adozione di un piccolo compressore elettrico che lavora fino a 3500 giri/min (per sopperire al vuoto nei bassi regimi dovuti alla turbina di maggiori dimensioni), abbinato e alimentato da un sistema mild hybrid a 48 Volt. Lo stesso propulsore viene nel marzo 2022 montato per equipaggiare la Maserati Grecale, anche in versione depotenziata a 300 CV.

## Applicazioni
- 2016 – Alfa Romeo Giulia
- 2017 – Alfa Romeo Stelvio
- 2018 – Jeep Wrangler (JL)
- 2018 – Jeep Cherokee (KL)
- 2018 – Jeep Grand Commander
- 2021 – Maserati Ghibli Hybrid
- 2021 – Maserati Levante Hybrid
- 2021 – Jeep Wrangler 4xe
- 2022 – Jeep Grand Cherokee (WL)
- 2022 – Jeep Grand Cherokee 4xe (WL)
- 2022 – Maserati Grecale Hybrid
- 2023 – Dodge Hornet
- 2023 – Jeep Compass[13]